# Kim Ki-hun
Kim Ki-hun (korejsky hangul 김기훈, korejsky hanča 金琪焄, v anglickém přepisu Kim Ki-hoon; * 14. července 1967, Soul) je bývalý jihokorejský závodník v short tracku. Je držitelem tří olympijských medailí, z toho dvě jsou individuální - z kilometrové trati na olympijských hrách v Albertville roku 1992 (získána ve světovém rekordu) a z Lillehameru roku 1994. Třetí zlatá je z pětikilometrové štafety z Albertville, i tam Jihokorejci utvořili světový rekord. Již na ukázkové akci na zimních olympijských hrách v Calgary v roce 1988 vyhrál zlatou medaili v závodě na 1500 metrů, ale ta se jako oficiální olympijská medaile nepočítá. Krom toho je celkovým mistrem světa z roku 1992, když získal všechny čtyři zlaté z jednotlivých soutěží (500 m, 1 000 m, 1 500 m, 3 000 m) - stal druhým bruslařem, kterému se něco takového podařilo. V roce 2002 byl jmenován trenérem korejského národního short trackového týmu. Stal se též řádným profesorem na Ulsan College.